# Isao Suzuki

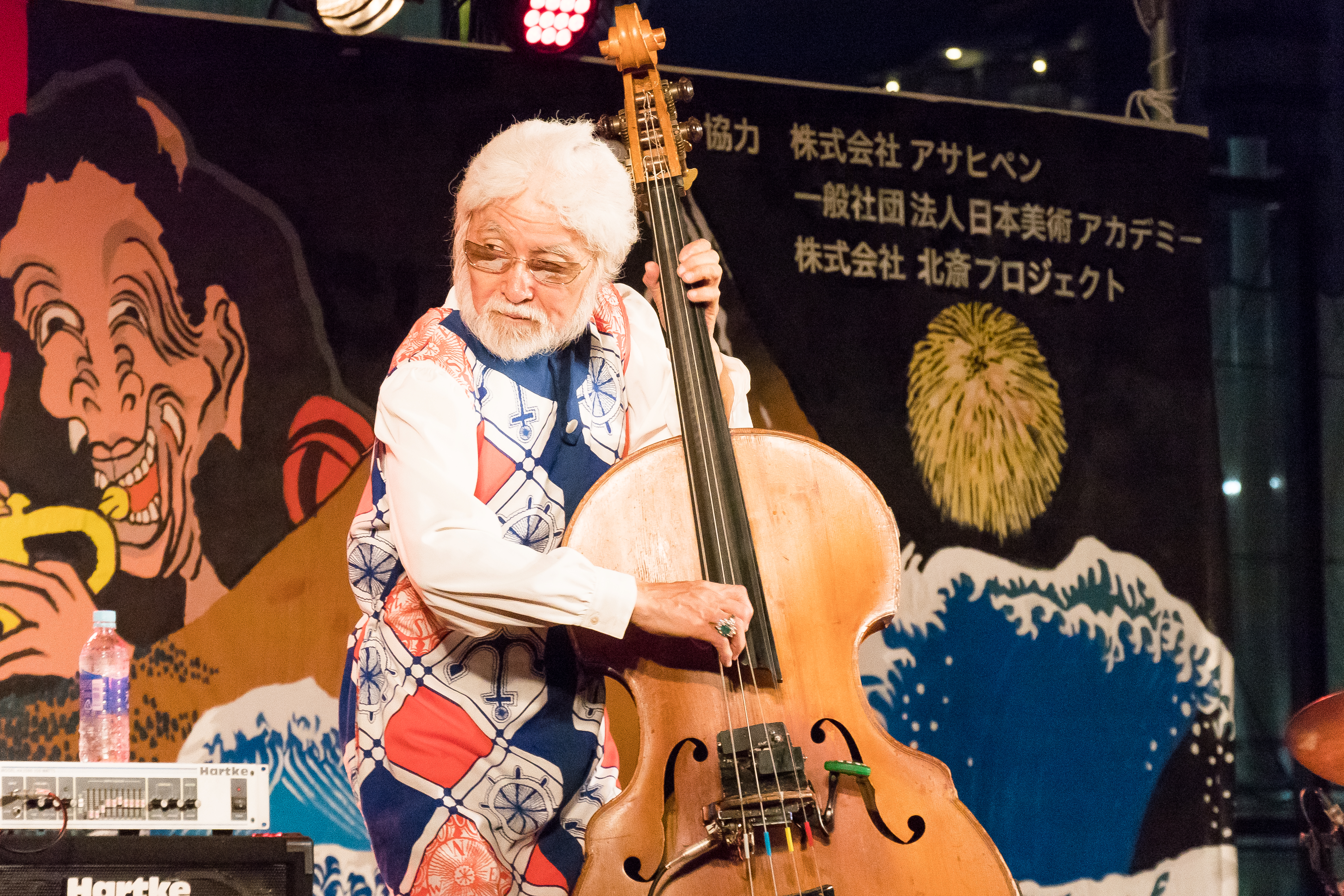
Isao Suzuki, 2016

Isao Suzuki (jap. 鈴木 勲, Suzuki Isao; * 2. Januar 1933 in der Präfektur Tokio; † 8. März 2022 in Kawasaki) war ein japanischer Kontrabassist des Modern Jazz. Gelegentlich spielte er auch Cello.

## Leben und Wirken
Suzuki entschied sich unter dem Einfluss eines Konzerts von Louis Armstrong mit Milt Hinton 1953 dazu, Kontrabass zu spielen. Er begann seine Karriere bei Tony Tekiseira, um sich 1960 George Kawaguchi anzuschließen, in dessen Band er auch auf Sadao Watanabe traf. 1962 wurde er Mitglied des Quartetts von Tony Scott, um sich 1964 dem Hidehiko Matsumoto Quartett anzuschließen. 1966 holte ihn Sadao Watanabe gemeinsam mit Masabumi Kikuchi und Masahiko Togashi in seine Band. Dann leitete er die Hausband im Five Spot in Jiyugaoka, wo er Oscar Peterson, Horace Silver, Wynton Kelly und Art Blakey begleitete. 1970 ging er nach New York City, wurde für ein Jahr Mitglied von Blakeys Jazz Messengers, trat aber auch mit Thelonious Monk, Charles Mingus, Ella Fitzgerald, Wynton Kelly, Bobby Timmons, Jim Hall, Ron Carter und Sun Ra auf.
Nach seiner Rückkehr nach Japan gründete Suzuki seine eigene Band, Grandma Sound, mit der er 1972 sein Debütalbum einspielte. Mit dieser Band tourte er international (beispielsweise trat er 2009 auf dem Java Jazz Festival auf). Er begleitete aber auch Kenny Burrell und häufig Mal Waldron auf ihren Japantourneen und nahm auch mit Cedar Walton und Duke Jordan auf. Auf seinem Album Self-Portrait (1980) spielte er mehr als zwanzig verschiedene Instrumente.
Er wurde mehrere Male mit dem Japan Jazz Prize ausgezeichnet. Seit 1984 leitete er gemeinsam mit Hideto Kanai den Japan Bass Players Club. 1987 gründete er in Ōsaka das Loft 6 als Spielstätte für junge Musiker.

## Diskographische Hinweise
- Isao Suzuki Trio/Quartet: Blow Up (Three Blind Mice, 1973), mit Takashi Mizuhashi, George Otsuka, Kunihiko Sugano
- Isao Suzuki Sextett: Ako's Dream (Three Blind Mice, 1976, TBM 2576), mit Isao Suzuki (clo) Kazumi Watanabe (g), Kazumasa Akiyama (git), Tsuyoshi Yamamoto (p, ep, syn), Motohiko Hamase (b, eb), Akira Doi (dr)
- Isao Suzuki & New Family: Mongolian Chant (Paddle Wheel, 1980), mit Shigeharu Mukai, Toshiyuki Honda
- Isao Suzuki:  Self-Portrait (Paddle Wheel, 1981)